# Rapper sword

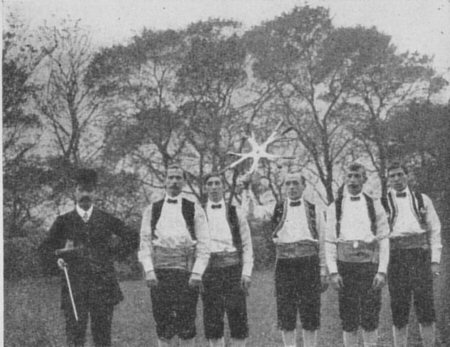
Danseurs d'épée de la Royal Earsdon, du village d'Earsdon, Northumberland (bien qu'aujourd'hui dans le North Tyneside), Angleterre, vers 1910.

La rapper sword ou short sword dance est une variante de la danse de l'épée qui est apparue dans les villages de mineurs du Tyneside et du nord du comté de Durham, dans le nord-est de l'Angleterre, où les mineurs ont été les premiers à pratiquer cette danse,.
La danse requiert cinq interprètes qui se coordonnent tout en utilisant des épées faites d'acier flexible. Accompagnés par une musique traditionnelle, les danseurs portent des chaussures à semelles dures qui permettent des mouvements de pieds percutants. La vigilance, en plus de l'agilité physique, est nécessaire pour que les participants à la danse puissent utiliser efficacement les épées sans se blesser ou blesser les autres danseurs.

Rapper sword
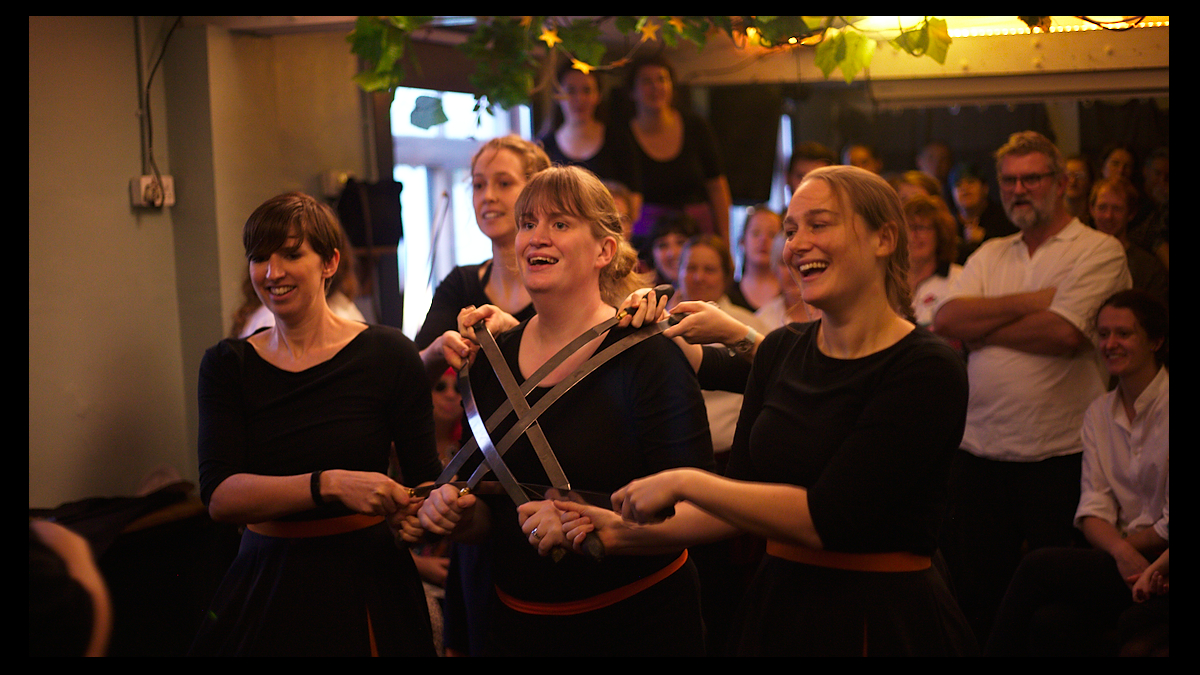
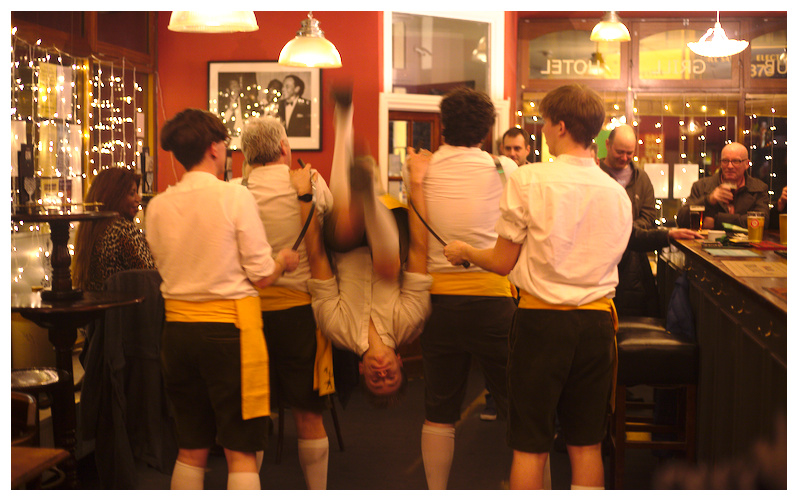